# Mandjelia colemani
Mandjelia colemani is een spinnensoort uit de familie Barychelidae. De soort komt voor in Queensland.